# Акшаулинський сільський округ
Акшаули́нський сільський округ (каз. Ақшәулі ауылдық округі, рос. Акшаулинский сельский округ) — адміністративна одиниця у складі Аягозького району Абайської області Казахстану. Адміністративний центр — село Акшаулі.
Населення — 635 осіб (2021; 1338 у 2009, 2054 у 1999, 2338 у 1989).
Станом на 1989 рік існувала Аксауленська сільська рада (села Ай, Аксауле, Карабулак, Учащи) колишнього Таскескенського району. Пізніше село Ай було передане до складу Наринського сільського округу.

## Склад
До складу округу входять такі населені пункти:
| Населений пункт | Старі назви | Населення, осіб (1989) | Населення, осіб (1999) | Населення, осіб (2009) | Населення, осіб (2021) |
| --------------- | ----------- | ---------------------- | ---------------------- | ---------------------- | ---------------------- |
| Акшаулі, село   | Аксауле     | 1680                   | 1768                   | 1127                   | 537                    |
| Карабулак, село | -           | 395                    | 286                    | 211                    | 98                     |
| Ушаши, село     | Учащи       | 263                    | -                      | -                      | -                      |